# 内閣顧問 (シンガポール)
2004年8月11日以前の内閣資政は上級相を参照
内閣顧問（英語：Minister Menter, MM、中国語：内阁资政、マレー語：Menteri Mentor、タミル語:அமைச்சர் அறிவுரையாளர் ）とは、2011年まで存在したシンガポールの内閣を組織する官職。日本語では顧問相または内閣資政とも。シンガポール初代首相リー・クアンユーしか就任せず、2004年8月12日に上級相辞任とともに創設、就任し、2011年5月21日に辞任し空席となった。

## 概要
2004年8月にリー・クアンユーの息子、リー・シェンロンが第三代首相に就任した際に、それまで首相だったゴー・チョクトンを上級相に、上級相だったリー・クアンユーを内閣顧問に就任させると発表した。
2011年5月14日にゴー・チョクトンとともに内閣から身を引くという以下の共同声明を発表し、辞任した。

## 内閣顧問一覧
| 氏名 | 氏名             | 在任期間                      |
| ---- | ---------------- | ----------------------------- |
|      | リー・クアンユー | 2004年8月12日 – 2011年5月21日 |